# Claudia Goldin
Pour les articles homonymes, voir Goldin.
Claudia Goldin, née le 14 mai 1946 à New York, est une économiste américaine, principalement connue pour ses travaux sur la main-d'œuvre féminine, l'économie du travail, l'inégalité des revenus, l'éducation et l'inégalité de salaire entre les hommes et les femmes. Elle est professeure à l'université Harvard et directrice du programme de développement de l'économie américaine au National Bureau of Economic Research.
Elle est lauréate en 2023 du prix de la Banque de Suède en sciences économiques en mémoire d'Alfred Nobel pour ses recherches empiriques sur le rapport des femmes au marché du travail.

## Éducation et carrière
Claudia Goldin est née à New York en 1946 dans une famille juive. Elle a fréquenté le Bronx High School of Science et l’université Cornell.
Elle a d'abord l’intention de devenir biologiste puis bifurque en seconde année de licence vers des études de sciences et d'économie, inspirée par le cours de Alfred E. Kahn, professeur en économie à Cornell et adepte de la dérégulation. Elle s'inscrit alors à l'université de Chicago en 1972, et y  obtient son doctorat en économie sous la direction de Robert Fogel, avec une thèse consacrée au rôle de l’esclavage dans le développement urbain et industriel du Sud des Etats-Unis.
En 1990, Claudia Goldin est devenue la première femme titulaire au département d'économie de l'université Harvard. Elle est membre de la National Academy of Sciences américaine depuis 2006 et a été présidente de l'American Economic Association en 2013-2014.
Goldin s'intéresse à l'histoire économique, à l'économie du travail, de la famille et de l'éducation, étudiant particulièrement les facteurs d’inégalité — qu’il s’agisse du genre, de la race ou de l’éducation. Elle accède à la notoriété en 1990 avec son ouvrage Understanding the Gender Gap (Comprendre l’écart entre les sexes), fruit de son travail sur le rôle des femmes dans l'économie américaine.
Elle a étudié l’évolution et l’impact de l’éducation sur le travail des femmes durant le XXe siècle. En particulier, elle montre que la carrière des femmes dépend de la décision de faire des études, qui est prise jeune et qui dépend des attentes de ce que peuvent apporter les études sur le plan professionnel. Si ces attentes sont formées par l’expérience des générations précédentes, qui ont rarement fait des études, le développement sera lent.
Elle a également démontré l’importance de la pilule contraceptive sur le travail des femmes : en permettant de mieux contrôler les naissances et les mariages, la pilule permet aux femmes de mieux contrôler leurs choix de carrière et mieux planifier leur propre futur – professionnel comme familial.
Elle  est l'autrice de la théorie de la pollution en matière de discrimination, qui postule que l'opposition des travailleurs et des syndicats à l'embauche de femmes dans des secteurs économiques à prédominance masculine résulte d'une volonté des hommes de préserver le prestige de leur emploi.
Un ouvrage publié en 1998 par Michael Szenberg présente sa biographie. Elle a été interviewée par le Financial Times en 2015 et par Quartz en 2018. Ses recherches ont été citées dans Le Monde, le New York Times, CNN et de nombreux autres médias.
Elle est lauréate du prix Nobel d'Économie 2023 pour ses recherches ayant « fait progresser notre compréhension de la situation des femmes sur le marché du travail ».

## Prix et distinctions
- 2005 : Prix Carolyn Shaw Bell de l'American Economic Association[15]
- 2008 : RR. Prix Hawkins, Division de l'édition professionnelle et savante de l' Association of American Publishers[16]
- 2009 : Prix Richard A. Lester pour un ouvrage exceptionnel en relations industrielles et économie du travail
- 2009 : prix John R. Commons d'Omicron Delta Epsilon, la société d'honneur économique[17].
- 2016 : Prix IZA en économie du travail « pour son travail de longue date sur l'histoire économique des femmes dans l'éducation et le marché du travail[18] ».
- 2019 : Prix BBVA Foundation Frontiers in Knowledge dans la catégorie Économie, finance et gestion pour ses contributions à l'analyse des écarts entre les sexes[19].
- 2023 : Prix de la Banque de Suède en sciences économiques en mémoire d’Alfred Nobel[20].
- 2023 : distinction dans la liste 100 Women de la BBC[21].

## Publications
- Comprendre l'écart entre les sexes : une histoire économique des femmes américaines, New York, Oxford University Press, 1990,  (ISBN 978-0-19-505077-6).
- Claudia Goldin Dale et Lawrence F. Katz, La course entre l'éducation et la technologie, Cambridge, Mass., Belknap Press of Harvard University Press, 2008,  (ISBN 978-0-674-02867-8).
- Edward L. Glaeser et Claudia Dale Goldin, Corruption et réforme : leçons de l'histoire de l'Amérique, Chicago, University of Chicago Press, 2006,  (ISBN 978-0-226-29957-0).
- Michael D. Bordo, Claudia Dale Goldin et Eugene Nelson White, Le Moment décisif : la grande dépression et l'économie américaine au XXe siècle, Chicago, University of Chicago Press, 1998,  (ISBN 978-0-226-06589-2).
- Claudia Goldin Dale et Gary D. Libecap, Économie réglementée : une approche historique de l'économie politique, Chicago, University of Chicago Press, 1994,  (ISBN 978-0-226-30110-5).
- Claudia Goldin Dale et coll., Facteurs stratégiques dans l'histoire économique américaine du dix-neuvième siècle : un volume pour honorer Robert W. Fogel, Chicago, University of Chicago Press, 1992,  (ISBN 978-0-226-30112-9).